# لیو جون (بازیکن بسکتبال)
لیو جون (انگلیسی: Liu Jun؛ زادهٔ ۱۵ اکتبر ۱۹۶۹) بازیکن بسکتبال اهل چین است.